# Eckbach-Mühlenwanderweg
Der Eckbach-Mühlenwanderweg ist ein Wanderweg in Rheinland-Pfalz. Er hat eine Länge von 23 km und führt mit geringem Gefälle entlang des Eckbachs durch den Südteil des Leiningerlands in der nordöstlichen Pfalz.

## Verlauf
Der Wanderweg verläuft innerhalb der Verbandsgemeinde Leiningerland von West nach Ost/Nordost. Er verbindet vom Pfälzerwald über die Rebenhügel an der Deutschen Weinstraße bis an den Rand der Rheinebene neun Ortsgemeinden, die noch 23 teilweise restaurierte Mühlen aufweisen – von ursprünglich 35.
Die Höhendifferenz zwischen Anfangs- und Endpunkt (Hertlingshausen/Eckbachquelle, 307 m, bzw. Dirmstein/Spormühle, 103 m) liegt bei 204 m, die kumulierte Höhendifferenz über die insgesamt leicht abfallende Strecke beträgt nur etwa 250 m. Damit hat der Wanderweg den Schwierigkeitsgrad leicht.
Der ganzjährig begehbare Weg ist durch hölzerne Wegweiser gekennzeichnet, die von ehrenamtlichen Helfern in Handarbeit angefertigt wurden und seither instand gehalten werden. Sie tragen links neben dem Namen „Eckbach-Mühlenwanderweg“ ein Logo, das über einer Wellenlinie einen Hausumriss mit Mühlrad zeigt; es wurde 1997 bei einem Schülerwettbewerb durch Cosmas Kösters aus Kirchheim entworfen. Die Wellenlinie symbolisiert den Eckbach, das stilisierte Haus mit Mühlrad eine Mühle.

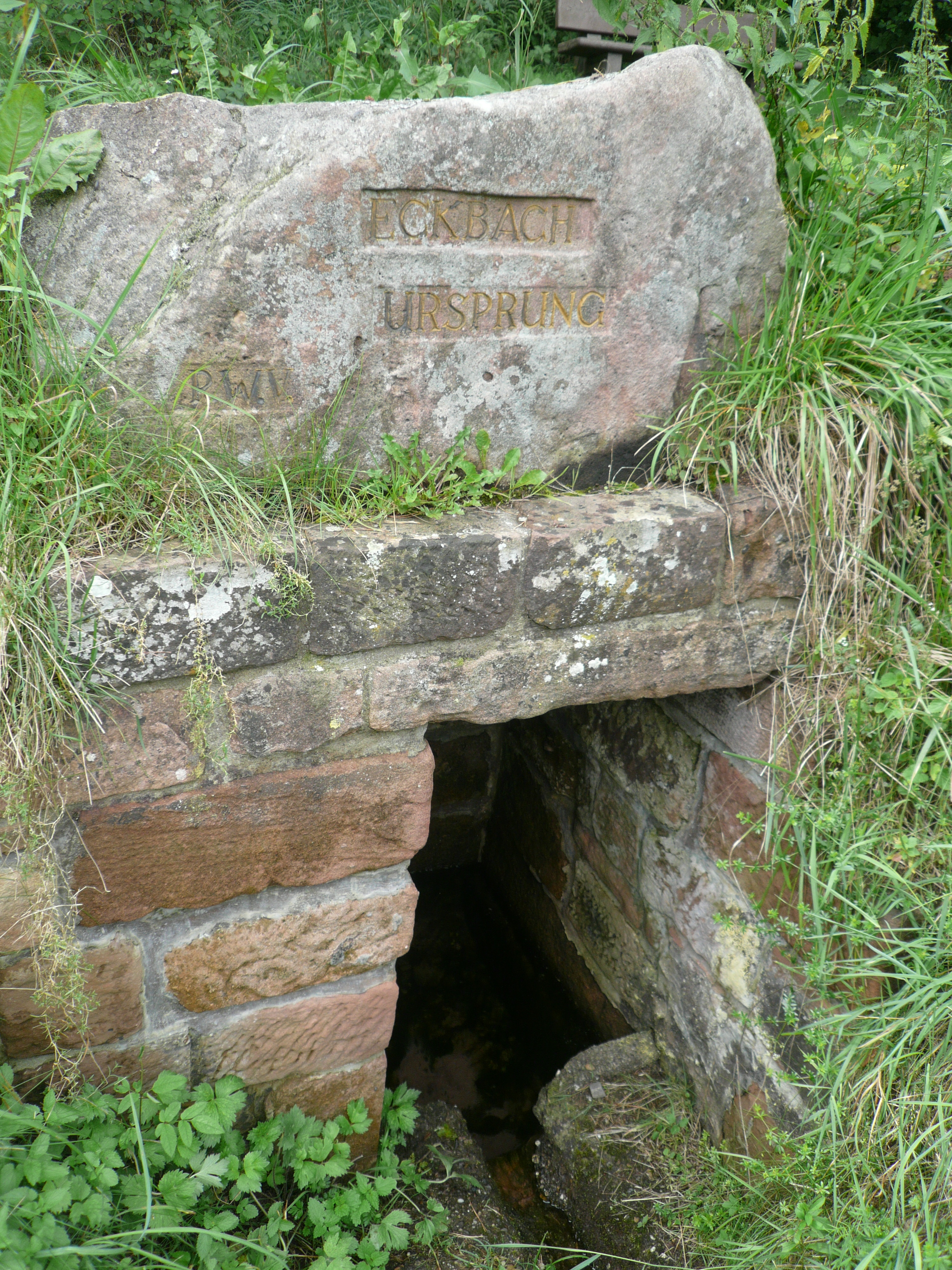
Westlicher Beginn: rechte Quelle
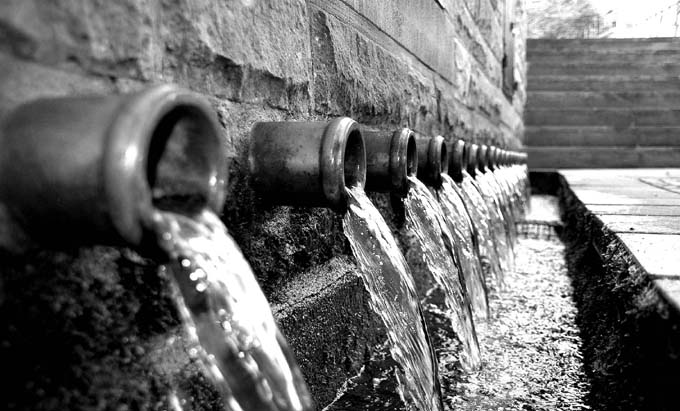
20-Röhren-Brunnen in Altleiningen
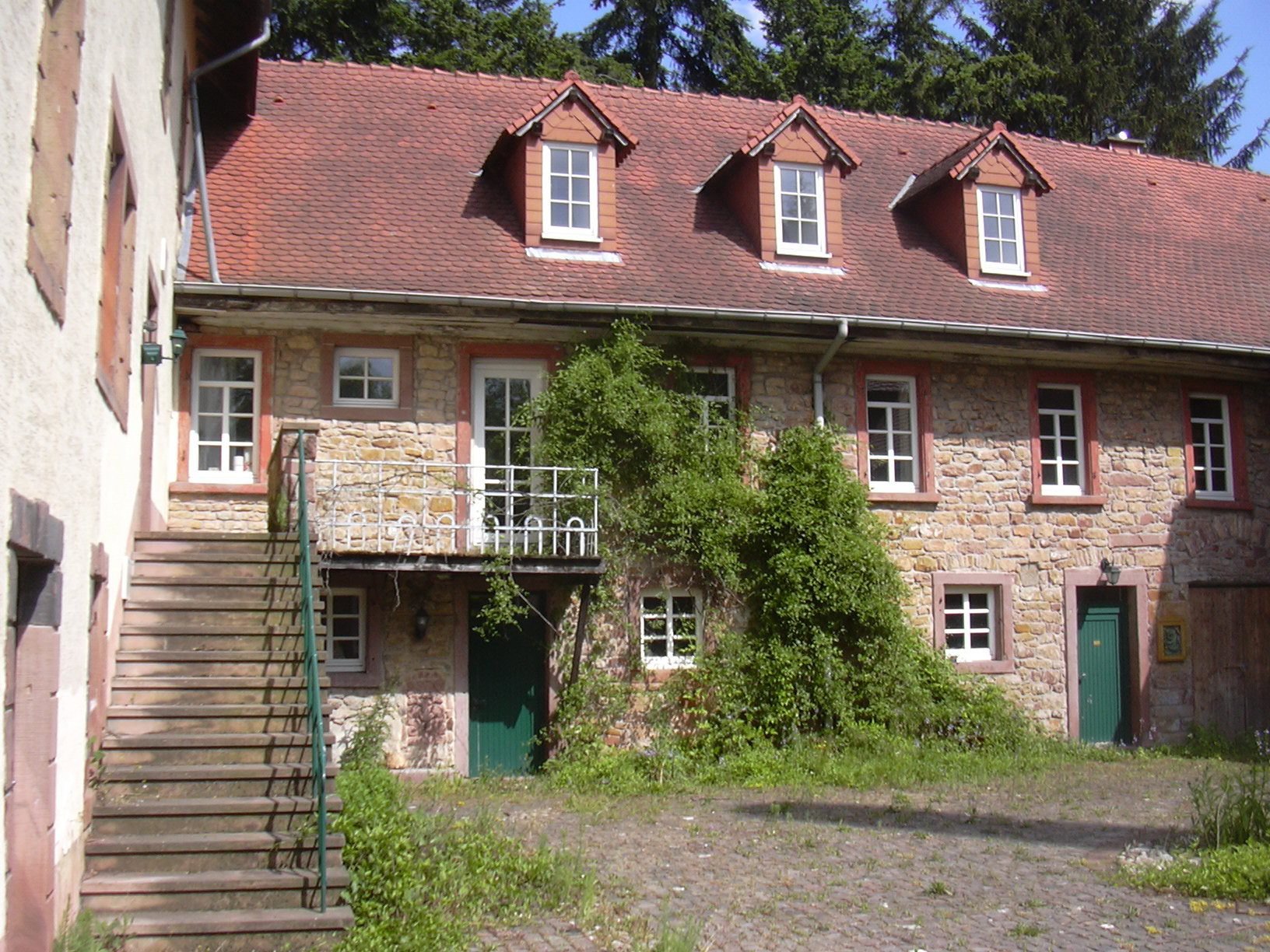
Felsenmühle in Neuleiningen-Tal
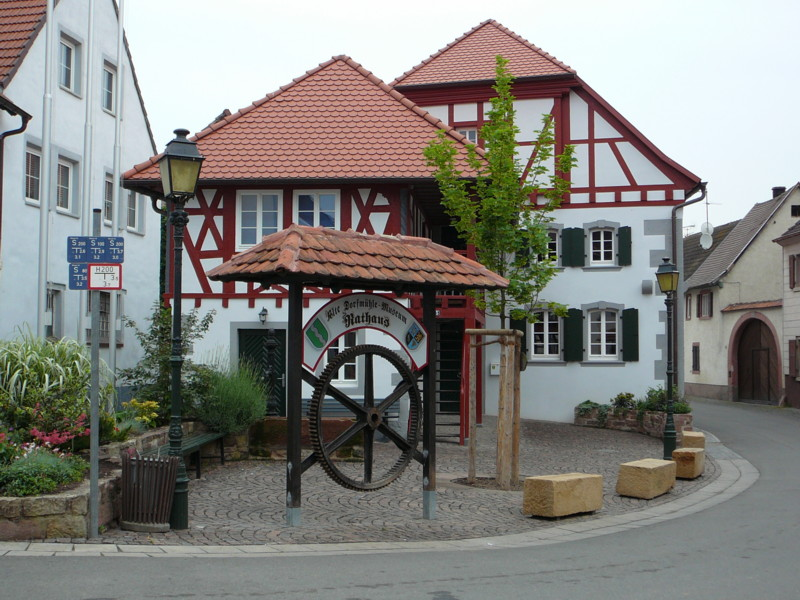
Dorfmühle in Großkarlbach
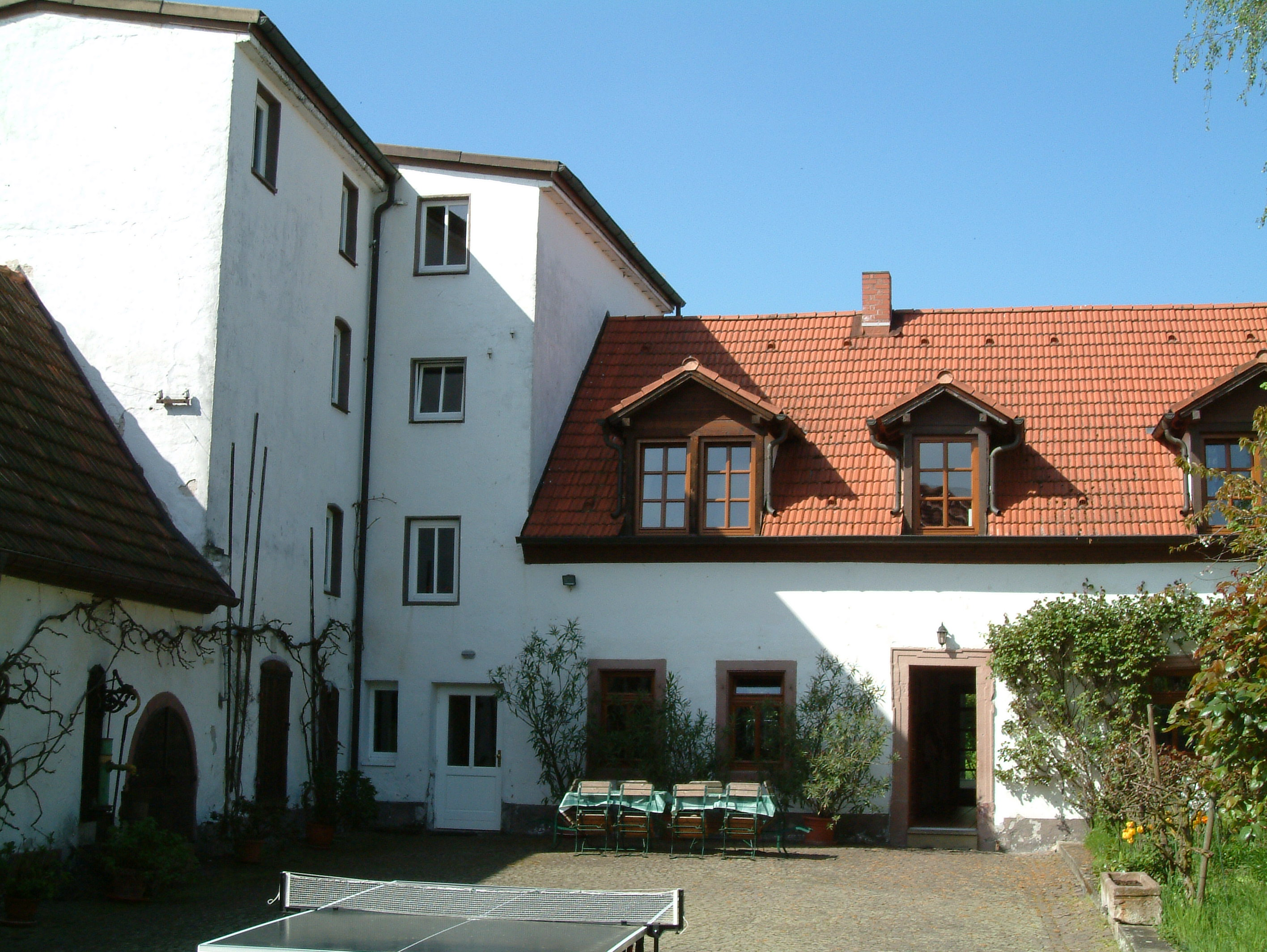
Östlicher Endpunkt: Spormühle in Dirmstein

## Geschichte
Für touristische Zwecke eingerichtet wurde der Weg auf Initiative des Mühlenforschers Wolfgang Niederhöfer (1932–2017) aus Kleinkarlbach durch die damalige Verbandsgemeinde Grünstadt-Land. Am 12. Oktober 1997 erfolgte die Einweihung durch den rheinland-pfälzischen Ministerpräsidenten Kurt Beck in Großkarlbach, dem Ort mit den meisten erhaltenen Mühlen (sechs von sieben). Bei der Eröffnung vor der Mühle am Weiher, an deren Außenmauer auch die in Sandstein ausgeführte Widmungstafel eingelassen ist, trug ein Mundartdichter aus dem benachbarten Dirmstein als Festgedicht eine gereimte „kleine Mühlengeschichte“ in Pfälzer Mundart vor. Der damals angeregte Ausbau der Großkarlbacher Dorfmühle zum Kulturdenkmal und Mühlenmuseum Leiningerland wurde in den Folgejahren realisiert und 2007 abgeschlossen.
Ursprünglich begann der Weg beim Eckbachweiher und war nur 19 km lang. Im Jahr 2000 trat die damalige Verbandsgemeinde Hettenleidelheim der Tourismusinitiative bei und verlängerte den Weg um 4 km aufwärts bis zur Eckbachquelle in Hertlingshausen. Diese, Ausgangspunkt des kürzeren rechten Quellstrangs, ist mit dem Ritterstein 286 markiert, der obenauf die eingemeißelte Inschrift „Eckbach-Ursprung“ trägt.

## Orte und Mühlen
1. Hertlingshausen mit „Eckbach-Ursprung“ nach Definition des Pfälzerwald-Vereins im Gemarkungsteil Kleinfrankreich (⊙)
Beggentalquelle (⊙) links oberhalb der Mündung des Bachs vom Schlüsselstein
2. Altleiningen mit dem 20-Röhren-Brunnen (⊙), dessen Wasser nach 90 m von links in den Eckbach fließt (⊙)
Wohnplatz Kleinsägmühle (⊙) bei der Mündung des Höninger Bachs
Maihofweiher (⊙) bei der Mündung des Bach im Spechttal
Wohnplatz Großsägmühle (⊙)
3. Neuleiningen-Tal mit dem aufgestauten Eckbachweiher (⊙)
1. Obermühle, die heute der Name eines Wohnplatzes ist (⊙)
2. Felsenmühle, die als Ausflugslokal und Gästehaus betrieben wird (⊙)
4. Kleinkarlbach
3. Walkmühle (⊙)
4. Wiesenmühle (⊙)
5. Bann- und Backmühle (⊙)
6. Strohmühle (⊙)
7. Schleifmühle (⊙)
8. Langmühle (⊙)
5. Kirchheim an der Weinstraße
9. Kandel- oder Oligmühle (⊙)
10. Eselsmühle (⊙)
11. Kochsche Mühle, die im Volksmund Gräfliche Leininger Mühle heißt (⊙), inzwischen abgebrochen
6. Bissersheim
12. Bruchmühle (⊙)
13. Haldmühle (⊙)
14. Bergmühle (⊙)
7. Großkarlbach
15. Mühle am Weiher (⊙)
16. Schlossmühle, in der die Diskothek Frank’s Bodega betrieben wird (⊙)
17. Rheinmühle (⊙)
18. Dorfmühle, in der das Mühlenmuseum Leiningerland betrieben wird (⊙)
19. Pappelmühle (⊙)
20. Heckmühle (⊙)
8. Laumersheim
21. Weidenmühle (⊙)
22. Hornungsmühle (⊙)
9. Dirmstein
23. Spormühle, in der eine Sponsoring- und Eventagentur betrieben wird (⊙)